# Mühldorf bei Feldbach
Mühldorf bei Feldbach ist ein Ortsteil in der Stadt Feldbach mit 3125 Einwohnern (Stand: 31. Oktober 2013) im Südosten der Steiermark im Bezirk Südoststeiermark.

## Geografie
Mühldorf bei Feldbach liegt etwa 38 Kilometer östlich von Graz und etwa zwei Kilometer südöstlich der Bezirkshauptstadt Feldbach im Oststeirischen Hügelland.
Die Katastralgemeinden Mühldorf und Oedt umfassen folgende sechs Ortschaften (in Klammern Einwohnerzahl, Stand 1. Jänner 2024):
- Mühldorf bei Feldbach (2031)
- Obergiem (112)
- Oedt bei Feldbach (716)
- Petersdorf (157)
- Reiting (108)
- Untergiem (151)

## Geschichte
Mit 1. Jänner 2015 wurde Mühldorf bei Feldbach im Rahmen der Gemeindestrukturreform in der Steiermark mit den Gemeinden Auersbach, Feldbach, Gniebing-Weißenbach, Gossendorf, Leitersdorf im Raabtal und Raabau zusammengeschlossen. Die neue Gemeinde führt den Namen „Feldbach“ weiter.

## Kultur und Sehenswürdigkeiten

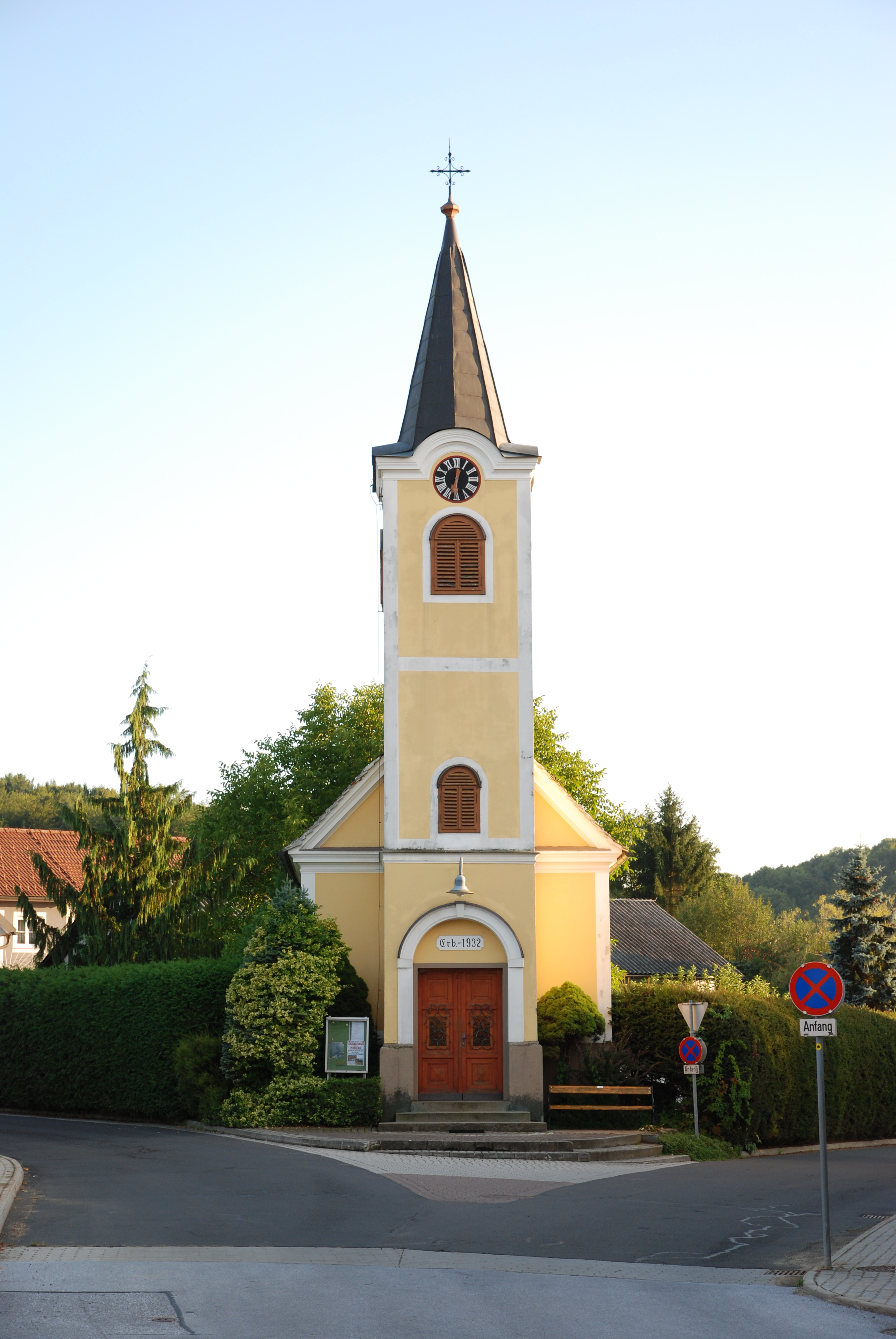
Kapelle Mühldorf

- Ortskapelle Mühldorf
- Aufbahrungshalle Mühldorf
- Dorfschmiede in Mühldorf
- Hügelgräberfeld Steinberg

## Wappen
Die Verleihung des Gemeindewappens erfolgte mit Wirkung vom 1. März 1980.

Blasonierung (Wappenbeschreibung):
„Gespalten von Rot zu Silber; vorne ein silbernes Mühleisen, hinten eine schwarze, stark profilierte römische Fibel.“

## Persönlichkeiten
Ehrenbürger
- Hermann Unger, ehemaliger Bürgermeister
- 2012: Franz Fink, ehemaliger Bürgermeister

Söhne und Töchter
- Martin Gutl (1942–1994), Priester und Buchautor